# Markus Frohnmaier
Markus-Cornel Frohnmaier (n. 25 februarie 1991, Craiova, România) este un politician german, ales deputat în Bundestag din partea partidului Alternativă pentru Germania. Este cunoscut pentru pozițiile sale proruse, fiind un oponent al adoptării sancțiunilor împotriva Rusiei și vizitând Crimeea sub ocupația rusească.
Frohnmaier s-a născut în Craiova, unde părinții săi biologici i-au pus numele Cornel, și a fost crescut în Germania, unde a fost adoptat de un cuplu german. Frohnmaier a declarat că nu își cunoaște părinții biologici.